# 汪道淵
汪道淵（1913年9月1日—2011年6月4日），安徽省歙縣人，國防部、司法行政部常務文官，曾任司法行政部部長、動員戡亂時期國家安全會議秘書長、司法院副院長等。同時他也是中華民國史上第一位專任的文職國防部部長（第一位文職部長為行政院院長兼代的俞鴻鈞）。

## 生平
家中兄弟行二。汪道淵畢業於上海大夏大學法學院本科毕业后入南京國立中央大學圖書館就职編篡。1937年抗日战争爆发后，投笔从戎，入中央陆军军官学校教育长（学校实际负责人）陈继承的秘书。抗战胜利前后追随陳繼承任川鄂陕甘边区總司令部軍法處长、重慶衛戍總司令部軍法處长、北平警備總司令部政工处长兼办公室主任。1948年北平七五事件导致陳繼承去职，汪道淵调任国防部政工局任专员。
1986年7月，任國防部部長。1987年4月，轉任司法院副院長。他為中華民國少數以文人擔任國防部長的例子。
1986年6月17日，蔣經國函電宋美齡：

「新會計年度即屆人事上須稍加調整依目前情況國防部長以依憲法用文人充任為宜汪道淵同志前任國防部覆判局局長司法行政部部長現任國家安全會議秘書長調其為國防部防部長較洽輿情所遺秘書長職務以緯弟調任望其在國家安全任務上能有進一步之貢獻頃徵得緯弟欣然同意」

著有《中國民法總論》、《國際法大綱》等書。

## 外部連結
- 國軍歷史文物館 - 汪道淵 （页面存档备份，存于）

| 中華民國政府職務 | 中華民國政府職務                                  | 中華民國政府職務 |
| ---------------- | ------------------------------------------------- | ---------------- |
| 行政院           |                                                   |                  |
| 前任： 王任遠    | 司法行政部部長 第九任 1976年6月11日－1978年6月1日 | 繼任： 李元簇    |
| 前任： 宋長志    | 國防部部長 第十四任 1986年7月1日－1987年4月29日   | 繼任： 鄭為元    |
| 總統府           |                                                   |                  |
| 前任： 沈昌煥    | 國安會秘書長 第三任 1984年5月28日－1986年6月17日  | 繼任： 蔣緯國    |
| 司法院           |                                                   |                  |
| 前任： 洪壽南    | 司法院副院長 第八任 1987年5月1日－1993年5月1日    | 繼任： 呂有文    |